# Ferrovia Centrale Umbra (azienda)
Ferrovia Centrale Umbra s.r.l., conosciuta anche con la sigla FCU, era una società ferroviaria a capitale interamente pubblico che gestiva direttamente la Ferrovia Centrale Umbra e, per conto di Trenitalia, i servizi ferroviari lungo le linee statali Foligno-Terontola e Terni-L'Aquila. Dal 1º dicembre 2010 è confluita con altre aziende umbre del settore nella neo costituita Umbria Mobilità.

## Storia
Le origini della ferrovia centrale umbra risalgono al 1915 con il tratto Terni - Umbertide, mentre la diramazione per San Anna fu attivata nel 1920. La gestione della linea fu concessa alla Società per le Strade Ferrate del Mediterraneo, che la gestì con la denominazione di Mediterranea Centrale Umbra (MCU).
All'epoca, ad Umbertide, esisteva già la FAC Arezzo - Fossato di Vico, che, provenendo da Fossato, affiancava la FCU nel tratto di Montecorona, dove le due stazioni erano contigue. Le due linee correvano in parallelo fino a Umbertide, dove condividevano una stazione comune. L'attuale fabbricato della FCU a Umbertide era un tempo utilizzato dalla FAC, mentre la FCU aveva il suo edificio di fronte, oggi utilizzato come magazzino.
Oltre Umbertide, la FAC proseguiva fino ad Arezzo. Tuttavia, la FAC fu distrutta durante la Seconda Guerra Mondiale e non fu più ricostruita. Negli anni '50, fu quindi deciso di prolungare la sopravvissuta MCU fino a Città di Castello e successivamente fino a Sansepolcro, previa modifica dello scartamento da ridotto a ordinario e con alcune rettifiche e adeguamenti del tracciato.
Sansepolcro, essendo in Toscana, provincia di Arezzo, comportò la ridenominazione della linea e della Società esercente dopo l'apertura della nuova sezione nel 1956 in Mediterranea Umbro Aretina.
Alla fine degli anni settanta la società Mediterranea Umbro Aretina che aveva in gestione la Ferrovia Centrale Umbra era sull'orlo del fallimento ma la ferrovia venne salvata con l'acquisizione da parte dalla provincia di Perugia e nel 1979 assunse la denominazione "Ferrovia Centrale Umbra".
Da quel momento per la FCU si aprì un periodo di potenziamento tecnologico: vennero realizzate nuove saldature tre le rotaie e adattato materiale rotabile e carrelli.
Il 7 agosto 1982 con legge 526 la FCU divenne una ferrovia a gestione commissariale governativa.
Nel 2000 fu costituita la società a responsabilità limitata "Ferrovia Centrale Umbra", a totale capitale pubblico regionale, in ottemperanza alle direttive riguardanti le ex ferrovie concesse.
Con l'elettrificazione della linea omonima, FCU ha provveduto a comprare nuove automotrici Ale 501/502, denominate "Pintoricchio". Queste automotrici sono del tipo "Minuetto" e sono certificate per percorrere la rete nazionale.
Il 15 giugno 2008 Trenitalia ha subappaltato a FCU, in qualità di impresa ferroviaria, l'esercizio passeggeri sulle linee Foligno-Terontola e Terni-L'Aquila.
Il 1° dicembre 2010, FCU è confluita insieme alle altre aziende di TPL operanti sul territorio regionale umbro, APM, ATC, SSIT in Umbria TPL e Mobilità S.p.A. creando la società unica per la gestione del trasporto pubblico locale su gomma e su ferro.

## Materiale rotabile

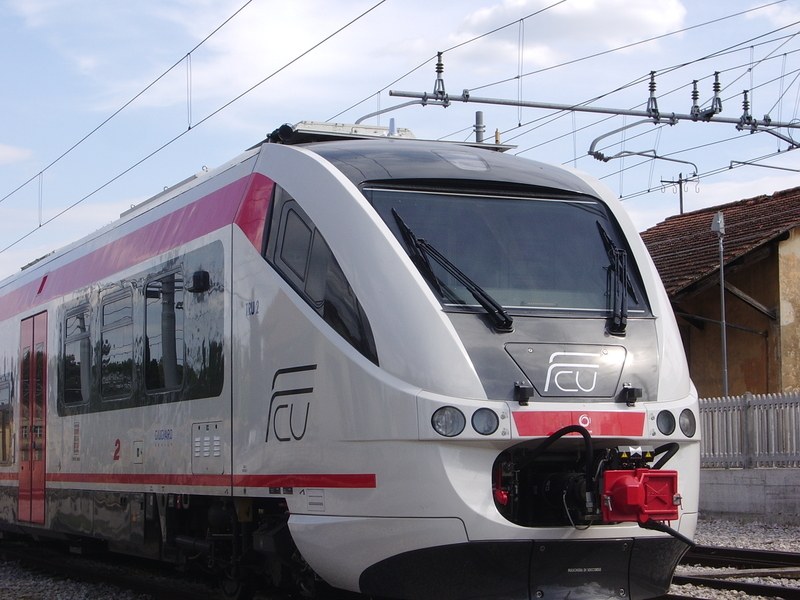
Moderno elettrotreno Pintoricchio della Ferrovia Centrale Umbra, in sosta presso la stazione di Marsciano.

Dal 1993 la ferrovia utilizza esclusivamente rotabili a trazione diesel sulla sua tratta; per il trasporto passeggeri sono utilizzate le ALn 776 (costruite in due versioni: ALn 776 M, monocabina, e ALn 776 B, bicabina), per i merci (servizio non più attivo) le D.341 di II serie, acquisite di seconda mano dalle FS agli inizi degli anni novanta.
Il parco rotabili della società comprende anche due locomotori elettrici (L.152 e L.153), costruiti dalla Breda negli anni venti, inizialmente atti alla linea a corrente alternata monofase a 11.000 V - 25 Hz, in seguito convertiti a 3.000 V corrente continua, utilizzati sino al 1992/93 per trainare treni merci (conservati a Sansepolcro) e due elettromotrici costruite dalla Stanga di Padova, le E.121 ed E.122, in corso di riparazione e revisione per l'utilizzo sotto la catenaria a 3 kV ripristinata; alcune elettromotrici del gruppo E 100, precisamente le E 105, E 109 ed E 110, accantonate a Sansepolcro, noleggiate nel 1999 alla FCE per l'esercizio della metropolitana a scartamento ordinario di Catania e in seguito restituite. Nel luglio del 1995 alcune unità dello stesso gruppo, precisamente le E 101÷104 e le E 106÷108, furono vendute alle Ferrovie del Gargano assieme alle rimorchiate pilota RP 222 e RP 223.
Nella città toscana sono accantonati numerosi carri.
- ALn.776 - bicabina/monocabina: 45 unità (di cui cinque attualmente a noleggio presso la SeaTrain di Roma);
- Pintoricchio (Minuetto) - quattro unità;
- D.341 - sette unità, di cui quattro ancora attive e tre accantonate;
- E.12X - due unità, attualmente in revisione;
- L.15X - due unità.